# 結婚はいかが?
『結婚はいかが?』（けっこんはいかが）は、NHKのドラマ新銀河で1996年9月30日から10月25日まで放送されたテレビドラマ。結婚相談所「MISS大阪」が舞台。

## キャスト
- 有馬千秋 - かたせ梨乃
- 柴俊夫
- 小野武彦
- 松村雄基
- 富久 - 有馬稲子[2]
- 坂下千里子
- 有島美里 - 松本恵
- 京唄子
- 田中美奈子
- 石橋保
- 筒井康隆
- 片桐はいり

## スタッフ
- 作 - 高木凛[1]
- 音楽 - 大島ミチル[1]
- 制作統括 - 一柳邦久[1]
- 美術 - 堀内裕[1]、鯛正之輔[1]
- 技術 - 鈴木秀夫[1]、鈴木文夫[1]
- 音響効果 - 西村知成[1]
- 撮影 - 岡靖
- 照明 - 中村正則
- 演出 - 広瀬満[1]、吉田浩樹[1]、菅康弘[1]
- 制作 - NHK（大阪放送局制作）